# Miltonia flava
Miltonia flava là một loài phong lan đặc hữu của Brasil (Rio de Janeiro).

## Hình ảnh

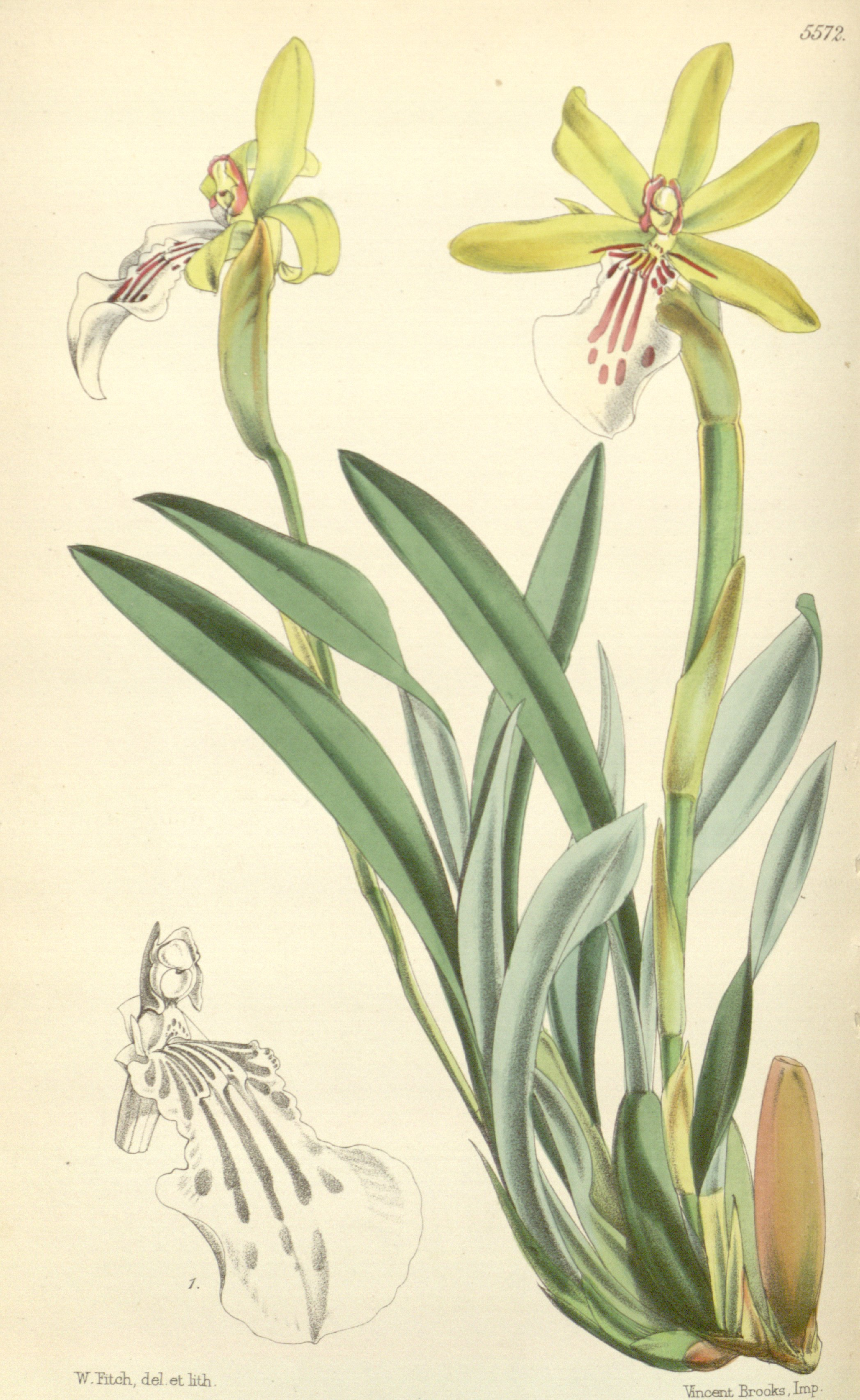